# Jesús Rueda Ambrosio
Jesús Rueda Ambrosio (Corte de Peleas, Badajoz, 19 de febrero de 1987) es un futbolista español que juega en la posición de defensa en las filas del C. D. Zafra de la Primera División Extremeña.

## Trayectoria
Nacido en Badajoz, Extremadura, Rueda jugó al fútbol juvenil con el Real Valladolid. Hizo su debut con el equipo filial, con el que pasó cuatro temporadas completas en la Segunda División B. El 12 de noviembre de 2008 hizo su primera aparición con el primer equipo, ante el Hércules C. F. en la Copa del Rey (entrando en el minuto 34, en un 2-2 en casa), y su primera aparición en la Liga fue el 26 de abril del siguiente año también en el Estadio José Zorrilla, en un empate 0-0 con el C. A. Osasuna en el que entró como sustituto de último momento.
Después de pasar la campaña 2009-10 en préstamo con el Córdoba C. F., en Segunda División, Rueda regresó a Valladolid, que ahora estaba en la misma categoría. En la temporada 2011-2012, año del ascenso, se erigió como el defensa central titular de la zaga vallisoletana a las órdenes de Miroslav Djukic jugando casi 4000 minutos. Además, logró marcar un gol al Recreativo de Huelva en dicha temporada. En su primera campaña al completo en Primera hizo pareja junto con Marc Valiente en el centro de la zaga, y marcó su primer gol en Primera. El Valladolid logró aquel año la permanencia. En la campaña 2013-14 continúo como fijo en la defensa, aunque este curso supuso un nuevo descenso del Valladolid a Segunda tras apenas ganar 7 encuentros durante todo el año. La temporada 2014-15 en Segunda División también fue titular indiscutible pero el equipo no consiguió lograr el ascenso tras empatar los dos partidos de la semifinal del playoff contra la U. D. Las Palmas.
El 13 de agosto de 2015 firmó la rescisión de su contrato tras más de 10 años defendiendo los colores blanquivioletas desde la cantera. Entonces se marchó a Israel para jugar en el Beitar Jerusalén.
El 1 de junio de 2017 se hizo oficial su fichaje por el APOEL de Nicosia, con el que debutó en la Liga de Campeones de la UEFA. Tras dos años en el club regresó a España y el 21 de julio de 2019 llegó como agente libre al Extremadura U. D. Tras rescindir su contrato con el club, el 29 de enero de 2020 firmó por año y medio con el Club Gimnàstic de Tarragona. Pasado ese tiempo, el 5 de agosto de 2021 se incorporó a la Unión Deportiva Logroñés. Allí estuvo toda la temporada y, para la siguiente, se unió al Zamora C. F. en el mes de septiembre. En enero el club anunció que el propio jugador decidió rescindir el contrato y poner fin a su carrera, aunque siete días después firmó por el C. D. San Roque de Lepe.
En julio de 2025, tras finalizar contrato con el conjunto onubense, se incorporó a las filas del C. D. Zafra de la Primera División Extremeña.

## Clubes
| Club                        | País   | Año       |
| --------------------------- | ------ | --------- |
| Real Valladolid C. F. "B"   | España | 2005-2009 |
| Real Valladolid C. F.       | España | 2009-2015 |
| Córdoba C. F. (cedido)      | España | 2009-2010 |
| Beitar Jerusalén            | Israel | 2015-2017 |
| APOEL de Nicosia            | Chipre | 2017-2019 |
| Extremadura U. D.           | España | 2019-2020 |
| Club Gimnàstic de Tarragona | España | 2020-2021 |
| U. D. Logroñés              | España | 2021-2022 |
| Zamora C. F.                | España | 2022-2023 |
| C. D. San Roque de Lepe     | España | 2023-2025 |
| C. D. Zafra                 | España | 2025-Act. |

## Palmarés

### Títulos nacionales
| Título                     | Club             | País   | Año  |
| -------------------------- | ---------------- | ------ | ---- |
| Primera División de Chipre | APOEL de Nicosia | Chipre | 2018 |
| Primera División de Chipre | APOEL de Nicosia | Chipre | 2019 |